# Seznam národních přírodních památek v Česku
Seznam národních přírodních památek obsahuje všechny národní přírodní památky v Česku.
| Kód  | Obrázek                                    | Název                          | Rozloha (ha) | Galerie Commons                                                                       | Popis území | Kraj                 | Souřadnice                       |
| ---- | ------------------------------------------ | ------------------------------ | ------------ | ------------------------------------------------------------------------------------- | --- | -------------------- | -------------------------------- |
| 2402 | Americká zahrada                           | Americká zahrada               | 1,89         | Kategorie „Americká zahrada“ na Wikimedia Commons                                     | Arboretum s dřevinami zejména amerického původu | Plzeňský kraj        | 49°27′42″ s. š., 13°9′30″ v. d.  |
| 2404 | Viktorčin splav v babiččině údolí          | Babiččino údolí                | 334,23       | Kategorie „Babiččino údolí“ na Wikimedia Commons                                      | Harmonická kulturní krajina se zbytky přirozených porostů, dějiště Babičky Boženy Němcové                                                                                         | Královéhradecký kraj | 50°26′12″ s. š., 16°2′35″ v. d.  |
| 752  | Barrandovské skály                         | Barrandovské skály             | 11,57        | Kategorie „Barrandovské skály“ na Wikimedia Commons                                   | Mezinárodní stratotyp, geologický profil od spodního siluru po spodní devon, paleontologické nálezy                                                                               | Praha                | 50°2′6″ s. š., 14°24′7″ v. d.    |
| 2415 | Bílé stráně                                | Bílé stráně                    | 0,99         | Kategorie „Bílé stráně“ na Wikimedia Commons                                          | Teplomilná společenstva na opuce | Ústecký kraj         | 50°33′30″ s. š., 14°7′55″ v. d.  |
| 2416 | Bílichovské údolí                          | Bílichovské údolí              | 1,00         | Kategorie „Bílichovské údolí“ na Wikimedia Commons                                    | Lokalita kýchavice černé ve fragmentu okroticové bučiny | Středočeský kraj     | 50°14′55″ s. š., 13°53′25″ v. d. |
| 1267 | Horní Blanice                              | Blanice                        | 295,13       | Kategorie „Blanice (national natural monument)“ na Wikimedia Commons                  | Evropsky významné naleziště perlorodky říční, vodní, luční, rašelinná a lesní společenstva                                                                                        | Jihočeský kraj       | 48°55′34″ s. š., 13°58′24″ v. d. |
| 2421 | Borečský vrch                              | Borečský vrch                  | 11,23        | Kategorie „Borečský vrch“ na Wikimedia Commons                                        | Ukázka mikroexhalací vodních par ze znělcové suti | Ústecký kraj         | 50°30′50″ s. š., 13°59′19″ v. d. |
| 1090 | NPP Borový                                 | Borový                         | 36,84        | Kategorie „Borový (National natural monument)“ na Wikimedia Commons                   | Skály a skalky budované granodiority s výraznou blokovitou odlučností, mineralogická lokalita                                                                                     | Olomoucký kraj       | 50°18′59″ s. š., 17°6′48″ v. d.  |
| 2065 | Bozkovské dolomitové jeskyně               | Bozkovské dolomitové jeskyně   | 5,54         | Kategorie „Bozkovské dolomitové jeskyně“ na Wikimedia Commons                         | Krasové území s komplexem Bozkovských dolomitových jeskyní a dalšími krasovými jevy.                                                                                              | Liberecký kraj       | 50°38′51″ s. š., 15°20′19″ v. d. |
| 2433 | Březinské tisy                             | Březinské tisy                 | 35,71        | Kategorie „Březinské tisy“ na Wikimedia Commons                                       | Smíšené porosty s vtroušeným tisem, paleontologické naleziště „Bechlejovická stěna“                                                                                               | Ústecký kraj         | 50°45′25″ s. š., 14°14′45″ v. d. |
| 6130 | Mofety                                     | Bublák a niva Plesné           | 144,79       | Kategorie „Bublák a niva Plesné“ na Wikimedia Commons                                 | Křovinné a lesní ekosystémy, rašeliniště a pobřežní porosty vodních toků, louky a pastviny s výskytem vzácných a ohrožených druhů rostlin a živočichů                             | Karlovarský kraj     | 50°8′37″ s. š., 12°27′13″ v. d.  |
| 1037 |                                            | Búrová                         | 18,81        | Kategorie „Búrová“ na Wikimedia Commons                                               | Lokalita kýchavice černé, jediná na Moravě | Jihomoravský kraj    | 48°54′3″ s. š., 17°33′7″ v. d.   |
| 1167 | Bystřina – Lužní potok                     | Bystřina – Lužní potok         | 468,37       | Název kategorie na Wikimedia Commons nebyl zadán                                      | Travinné a mokřadní ekosystémy luk, pastvin, rašelinišť a lesní ekosystémy s výskytem vzácných druhů živočichů                                                                    | Karlovarský kraj     | 50°18′56″ s. š., 12°7′39″ v. d.  |
| 811  | NPP Ciboušov                               | Ciboušov                       | 4,96         | Kategorie „Ciboušov (national natural monument)“ na Wikimedia Commons                 | Naleziště drahokamových odrůd křemene (Svatováclavská kaple na Pražském hradě) | Ústecký kraj         | 50°24′32″ s. š., 13°11′56″ v. d. |
| 1121 | Cikánka I                                  | Cikánka I                      | 4,55         | Kategorie „Cikánka I“ na Wikimedia Commons                                            | Významná lokalita skalní stepi | Praha                | 50°0′2″ s. š., 14°18′56″ v. d.   |
| 1052 | NPP Cikánský dolík                         | Cikánský dolík                 | 0,52         | Kategorie „Cikánský dolík“ na Wikimedia Commons                                       | Naleziště kriticky ohrožených druhů rostlin | Středočeský kraj     | 50°16′15″ s. š., 13°53′51″ v. d. |
| 2449 | Černé rokle                                | Černé rokle                    | 13,26        | Kategorie „Černá rokle“ na Wikimedia Commons                                          | Konkordantní uložení hraničních vrstev mezi silurem a devonem | Středočeský kraj     | 49°59′26″ s. š., 14°20′21″ v. d. |
| 2462 | Čertova zeď                                | Čertova zeď                    | 20,00        | Kategorie „Čertova zeď“ na Wikimedia Commons                                          | Pozůstatky skalní zdi tvořené třetihorní čedičovou žilou, intrudovanou do druhohorních pískovců.                                                                                  | Liberecký kraj       | 50°40′14″ s. š., 14°56′27″ v. d. |
| 2466 | Červený kopec                              | Červený kopec                  | 0,55         | Kategorie „Červený kopec“ na Wikimedia Commons                                        | Profil kvartérními sedimenty, paleontologické naleziště | Jihomoravský kraj    | 49°10′33″ s. š., 16°35′9″ v. d.  |
| 743  | Dalejský profil                            | Dalejský profil                | 23,78        | Kategorie „Dalejský profil“ na Wikimedia Commons                                      | Významná geologická lokalita skalní stepi s výskytem ohrožených druhů, naleziště zkamenělin                                                                                       | Praha                | 50°1′57″ s. š., 14°19′56″ v. d.  |
| 5978 | Dlouhopolsko                               | Dlouhopolsko                   | 27,7         | Kategorie „Dlouhopolsko (national natural monument)“ na Wikimedia Commons             | Biotopy teplomilných doubrav, luk a ostřicových porostů s výskytem vzácných a ohrožených druhů rostlin a živočichů                                                                | Středočeský kraj     | 50°10′2″ s. š., 15°18′52″ v. d.  |
| 812  | NPP Doupňák                                | Doupňák                        | 12,80        | Kategorie „Doupňák (national natural monument)“ na Wikimedia Commons                  | Naleziště drahokamových odrůd křemene | Ústecký kraj         | 50°24′36″ s. š., 13°10′53″ v. d. |
| 2487 | NPP Dubí hora                              | Dubí hora                      | 0,09         | Kategorie „Dubí hora“ na Wikimedia Commons                                            | Ukázka bochníkovitého rozpadu čediče a klenbovitého uspořádání sloupců | Ústecký kraj         | 50°37′37″ s. š., 14°21′27″ v. d. |
| 1454 | Velká Slunečná                             | Dunajovické kopce              | 107,16       | Kategorie „Dunajovické kopce“ na Wikimedia Commons                                    | Zachovalé stepní porosty s cennými druhy rostlin | Jihomoravský kraj    | 48°50′53″ s. š., 16°33′22″ v. d. |
| 5645 |                                            | Hadce u Želivky                | 34,00        |                                                                                       | Společenstva hadcových borů a štěrbinové vegetace skal a drolin na hadcích | Středočeský kraj     | 49°41′19″ s. š., 15°6′23″ v. d.  |
| 5874 | Hodonínská dúbrava                         | Hodonínská Dúbrava             | 683,18       | Kategorie „Hodonínská Dúbrava“ na Wikimedia Commons                                   | Lesní porosty tvořené společenstvy panonských teplomilných doubrav na písku, panonských dubohabřin a údolních jasanovo-olšových luhů, vzácné a ohrožené druhy rostlin a živočichů | Jihomoravský kraj    | 48°53′19″ s. š., 17°5′13″ v. d.  |
| 718  | Hojkovské rašeliniště                      | Hojkovské rašeliniště          | 4,91         | Kategorie „Hojkovské rašeliniště“ na Wikimedia Commons                                | Slatiniště s typickou květenou | Kraj Vysočina        | 49°22′55″ s. š., 15°24′47″ v. d. |
| 110  | Hojná voda                                 | Hojná voda                     | 9,19         | Kategorie „Hojná voda (national natural monument)“ na Wikimedia Commons               | Bukojedlý prales vyjma Žofínského pralesa nejstarší rezervace v Česku (1838) | Jihočeský kraj       | 48°42′19″ s. š., 14°45′12″ v. d. |
| 112  | Holý vrch                                  | Holý vrch                      | 1,17         | Kategorie „Holý vrch (národní přírodní památka)“ na Wikimedia Commons                 | Naleziště lýkovce vonného | Středočeský kraj     | 50°22′38″ s. š., 14°33′17″ v. d. |
| 118  |                                            | Hrabanovská černava            | 55,00        | Kategorie „Hrabanovská Černava“ na Wikimedia Commons                                  | Mokřadní, luční, pobřežní a halofilní společenstva s výskytem vzácných druhů rostlin a živočichů                                                                                  | Středočeský kraj     | 50°13′3″ s. š., 14°50′3″ v. d.   |
| 1252 | Hrdibořické rybníky                        | Hrdibořické rybníky            | 37,09        | Kategorie „Hrdibořické rybníky“ na Wikimedia Commons                                  | Několik rybníků s porosty rákosin - refugium obojživelníků a avifauny | Olomoucký kraj       | 49°29′5″ s. š., 17°13′26″ v. d.  |
| 133  | Chropyňský rybník                          | Chropyňský rybník              | 24,09        | Kategorie „Chropyňský rybník“ na Wikimedia Commons                                    | Rybník s výskytem kotvice splývavé, a bohatou avifaunou | Zlínský kraj         | 49°21′14″ s. š., 17°22′10″ v. d. |
| 136  | Chýnovská jeskyně                          | Chýnovská jeskyně              | 0,09         | Kategorie „Chýnovská jeskyně“ na Wikimedia Commons                                    | Nejvýznamnější krasový útvar jižních Čech | Jihočeský kraj       | 49°25′47″ s. š., 14°49′44″ v. d. |
| 1528 | NPP Jankovský potok                        | Jankovský potok                | 72,51        | Kategorie „Jankovský_potok_(national_natural_monument)“ na Wikimedia Commons          | Meandrující tok s břehovými porosty a lučními a rašelinnými společenstvy, výskyt perlorodky                                                                                       | Kraj Vysočina        | 49°26′26″ s. š., 15°22′16″ v. d. |
| 139  | Jánský vrch                                | Jánský vrch                    | 11,90        | Kategorie „Jánský vrch (national natural monument)“ na Wikimedia Commons              | Lokalita stepní flóry, hlavně ovsíř Besserův | Ústecký kraj         | 50°28′52″ s. š., 13°43′36″ v. d. |
| 5326 |                                            | Javorový vrch                  | 84,15        |                                                                                       | Komplex bývalého středověkého podpovrchového rudného dolu | Moravskoslezský kraj | 50°2′55″ s. š., 17°17′44″ v. d.  |
| 649  | Jeskyně Na Pomezí                          | Jeskyně Na Pomezí              | 20,60        | Kategorie „Jeskyně Na Pomezí“ na Wikimedia Commons                                    | Významné krasové zpřístupněné území s bohatou krápníkovou výzdobou | Olomoucký kraj       | 50°14′46″ s. š., 17°8′18″ v. d.  |
| 143  | Jeskyně Pekárna                            | Jeskyně Pekárna                | 14,00        | Kategorie „Pekárna Cave“ na Wikimedia Commons                                         | Krasová jeskyně s doklady starých kultur | Jihomoravský kraj    | 49°14′28″ s. š., 16°44′51″ v. d. |
| 5704 | Jestřebské slatiny                         | Jestřebské slatiny             | 186,40       | Kategorie „Jestřebské slatiny“ na Wikimedia Commons                                   | Slatinné a přechodové rašeliniště v nivě Robečského potoka | Liberecký kraj       | 50°36′17″ s. š., 14°37′ v. d.    |
| 2318 | Kalendář věků                              | Kalendář věků                  | 0,45         | Kategorie „Kalendář věků“ na Wikimedia Commons                                        | Stratotyp svrchního pleistocénu ve facii suchých spraší | Jihomoravský kraj    | 48°53′12″ s. š., 16°39′15″ v. d. |
| 158  | Kamenná slunce                             | Kamenná slunce                 | 0,38         | Kategorie „Kamenná slunce“ na Wikimedia Commons                                       | Unikátní doklad sopečné činnosti, jílovitá jádra s paprsčitými růžicemi puklin | Ústecký kraj         | 50°26′3″ s. š., 13°53′15″ v. d.  |
| 161  | Kaňk                                       | Kaňk                           | 0,53         | Kategorie „Kaňk (national nature monument)“ na Wikimedia Commons                      | Klasická paleontologická lokalita | Středočeský kraj     | 49°58′9″ s. š., 15°17′19″ v. d.  |
| 211  | Kaňkovy hory                               | Kaňkovy hory                   | 224,35       | Kategorie „Kaňkovy hory“ na Wikimedia Commons                                         | Lesní a mokřadní ekosystémy s výskytem ptáků a obojživelníků | Pardubický kraj      | 49°51′24″ s. š., 15°35′57″ v. d. |
| 1375 | Kaproun                                    | Kaproun                        | 2,92         | Kategorie „Kaproun (přírodní památka)“ na Wikimedia Commons                           | Přechodové rašeliniště s množstvím vstavačů, v rybníčku leknín bělostný | Jihočeský kraj       | 49°4′50″ s. š., 15°11′24″ v. d.  |
| 169  | Kleneč                                     | Kleneč                         | 5,35         | Kategorie „Kleneč (national natural monument)“ na Wikimedia Commons                   | Naleziště endemického druhu hvozdíku písečného českého | Ústecký kraj         | 50°23′20″ s. š., 14°15′23″ v. d. |
| 174  | Bělá v NPP Klokočka                        | Klokočka                       | 3,00         | Kategorie „Klokočka (národní přírodní památka)“ na Wikimedia Commons                  | Slatinná louka a mokřadní olšina | Středočeský kraj     | 50°29′50″ s. š., 14°53′27″ v. d. |
| 639  | Klonk u Suchomast                          | Klonk                          | 8,91         | Kategorie „Klonk (national natural monument)“ na Wikimedia Commons                    | Klasická lokalita Barrandienu, světově uznávané rozhraní siluru a devonu | Středočeský kraj     | 49°54′3″ s. š., 14°3′41″ v. d.   |
| 182  | Komorní hůrka                              | Komorní hůrka                  | 7,08         | Kategorie „Komorní hůrka“ na Wikimedia Commons                                        | Dobře zachovaná a prozkoumaná třetihorní sopka historického významu | Karlovarský kraj     | 50°6′3″ s. š., 12°20′11″ v. d.   |
| 3383 | Kopičácký rybník                           | Kopičácký rybník               | 8,31         | Kategorie „Kopičácký rybník“ na Wikimedia Commons                                     | Biotopy a populace vzácných a ohrožených druhů rostlin a živočichů | Středočeský kraj     | 50°9′44″ s. š., 15°20′0″ v. d.   |
| 6125 | Státní lom                                 | Kosířské lomy                  | 23,52        | Kategorie „Kosířské lomy“ na Wikimedia Commons                                        | Travní a skalní ekosystémy s výskytem vzácných druhů rostlin a živočichů, krasové jevy a naleziště zkamenělin prvohorní fauny                                                     | Olomoucký kraj       | 49°31′54″ s. š., 17°5′9″ v. d.   |
| 1007 | Kotýz                                      | Kotýz                          | 31,00        | Kategorie „Kotýz“ na Wikimedia Commons                                                | Vápencový ostroh s krasovými jevy | Středočeský kraj     | 49°55′ s. š., 14°2′48″ v. d.     |
| 920  | Kozákov                                    | Kozákov                        | 162,83       |                                                                                       | Známé a hodnotné paleontologické a mineralogické naleziště (Votrubcův lom) | Liberecký kraj       | 50°35′38″ s. š., 15°15′48″ v. d. |
| 197  | NPP Křéby                                  | Křéby                          | 4,73         | Kategorie „Křéby“ na Wikimedia Commons                                                | Stráňka s teplomilnou květenou | Zlínský kraj         | 49°17′13″ s. š., 17°11′17″ v. d. |
| 198  | Křížky                                     | Křížky                         | 4,02         | Kategorie „Křížky (National natural monument)“ na Wikimedia Commons                   | Hadcový kopeček s vzácnou květenou | Karlovarský kraj     | 50°3′56″ s. š., 12°45′ v. d.     |
| 5783 | Kukle                                      | Kukle                          | 56,78        | Kategorie „Kukle (national natural monument)“ na Wikimedia Commons                    | Lesní porosty na spraši, populace timoje trojlaločného a violky bílé včetně jejich biotopů                                                                                        | Jihomoravský kraj    | 48°58′14″ s. š., 16°47′25″ v. d. |
| 207  | Landek                                     | Landek                         | 85,53        | Kategorie „Landek“ na Wikimedia Commons                                               | Ukázka přirozeného výchozu uhelné sloje, ochrana celého souboru lesních porostů vrchu Landek                                                                                      | Moravskoslezský kraj | 49°52′13″ s. š., 18°16′5″ v. d.  |
| 1103 | Lochkovský profil                          | Lochkovský profil              | 39,14        | Kategorie „Lochkovský profil“ na Wikimedia Commons                                    | Opěrný geologický profil v lomu na lochkovský mramor, zkameněliny | Praha                | 49°59′58″ s. š., 14°20′5″ v. d.  |
| 1073 | Hráz rybníků                               | Luční                          | 1,01         | Kategorie „Luční (national natural monument)“ na Wikimedia Commons                    | Významná mykologická lokalita na hrázi rybníka | Jihočeský kraj       | 49°22′25″ s. š., 14°44′38″ v. d. |
| 702  | NPP Malhotky                               | Malhotky                       | 9,47         | Kategorie „Malhotky“ na Wikimedia Commons                                             | Lesostep přecházející v teplou doubravu,lokalita třemdavy bílé | Jihomoravský kraj    | 49°8′54″ s. š., 17°3′17″ v. d.   |
| 240  | Kopec Medník                               | Medník                         | 19,02        | Kategorie „Medník (national natural monument)“ na Wikimedia Commons                   | Známá lokalita kandíku psího zubu, jediná v ČR | Středočeský kraj     | 49°52′16″ s. š., 14°27′3″ v. d.  |
| 2265 | Miroslavské kopce                          | Miroslavské kopce              | 30,80        | Kategorie „Miroslavské kopce“ na Wikimedia Commons                                    | Vzácné zbytky druhově bohatých rostlinných a živočišných společenstev | Jihomoravský kraj    | 48°56′7″ s. š., 16°18′37″ v. d.  |
| 6213 | Mladá                                      | Mladá                          | 1 244,65     | Kategorie „Mladá (national natural monument)“ na Wikimedia Commons                    | Soubor lesních, travinných a křovinných ekosystémů s výskytem vzácných a ohrožených druhů rostlin a živočichů                                                                     | Středočeský kraj     | 50°15′31″ s. š., 14°52′41″ v. d. |
| 561  | NPP Na Adamcích                            | Na Adamcích                    | 7,48         | Kategorie „Na Adamcích“ na Wikimedia Commons                                          | Bohatá lokalita teplomilné květeny | Jihomoravský kraj    | 49°0′20″ s. š., 17°0′4″ v. d.    |
| 1363 | Na požárech                                | Na požárech                    | 78,88        | Kategorie „Na požárech“ na Wikimedia Commons                                          | Nížinné rašeliniště téměř bez lesního porostu, velká populace tetřívka obecného                                                                                                   | Plzeňský kraj        | 49°42′ s. š., 12°28′26″ v. d.    |
| 645  | Na Skále                                   | Na skále                       | 4,56         | Kategorie „Na Skále (national nature monument)“ na Wikimedia Commons                  | Zbytek teplomilné květeny | Olomoucký kraj       | 49°33′19″ s. š., 17°10′35″ v. d. |
| 268  | Na Špičáku                                 | Na Špičáku                     | 7,05         |                                                                                       | Krasové území s krápníkovou jeskyní. Hojný výskyt porostů tisu | Olomoucký kraj       | 50°17′7″ s. š., 17°15′2″ v. d.   |
| 287  |                                            | Odkryv v Kravařích             | 1,34         |                                                                                       | Jedinečný profil dokládající saalské zalednění | Moravskoslezský kraj | 49°56′35″ s. š., 17°59′45″ v. d. |
| 6127 |                                            | Olšina                         | 83,63        | Název kategorie na Wikimedia Commons nebyl zadán                                      | Rašelinné a lužní lesy, mokřadní vrbiny, rašeliniště, louky a pastviny s biotopy vzácných a ohrožených rostlin a živočichů                                                        | Jihočeský kraj       | 48°47′34″ s. š., 14°6′8″ v. d.   |
| 618  | Odlezelské jezero                          | Odlezelské jezero              | 68,30        | Kategorie „Odlezly Lake“ na Wikimedia Commons                                         | Sesuvem vzniklé hrazené jezero | Plzeňský kraj        | 50°0′58″ s. š., 13°22′23″ v. d.  |
| 300  | Panská skála                               | Panská skála                   | 1,26         | Kategorie „Panská skála“ na Wikimedia Commons                                         | Nejznámější ukázka sloupcovitého rozpadu čediče | Liberecký kraj       | 50°46′10″ s. š., 14°29′5″ v. d.  |
| 302  | Park v Bílé Lhotě                          | Park v Bílé Lhotě              | 2,41         | Kategorie „Arboretum Bílá Lhota“ na Wikimedia Commons                                 | Zámecký park s četnými exotickými i domácími dřevinami | Olomoucký kraj       | 49°42′38″ s. š., 16°58′37″ v. d. |
| 1453 | Pastvisko u Lednice                        | Pastvisko u Lednice            | 30,50        | Kategorie „Pastvisko u Lednice“ na Wikimedia Commons                                  | Mokřadní louky s bohatou avifaunou | Jihomoravský kraj    | 48°48′44″ s. š., 16°47′49″ v. d. |
| 909  | Pastviště u Fínů                           | Pastviště u Fínů               | 4,19         | Kategorie „Pastviště u Fínů“ na Wikimedia Commons                                     | Pastvina s výskytem švihlíku krutiklasu | Plzeňský kraj        | 49°12′39″ s. š., 13°34′21″ v. d. |
| 304  | Peklo                                      | Peklo                          | 43,73        | Kategorie „Peklo (Robečský potok)“ na Wikimedia Commons                               | Geologicky cenné kaňonovité údolí Robečského potoka | Liberecký kraj       | 50°39′19″ s. š., 14°30′44″ v. d. |
| 6147 | Pískovna Erika                             | Pískovna Erika                 | 20,29        | Kategorie „Pískovna Erika“ na Wikimedia Commons                                       | Soubor mokřadních, vodních a travinných ekosystémů s výskytem čolka horského a dalších vzácných a ohrožených druhů živočichů                                                      | Karlovarský kraj     | 50°12′49″ s. š., 12°36′16″ v. d. |
| 329  | Polabská černava                           | Polabská černava               | 7,70         | Kategorie „Polabská černava“ na Wikimedia Commons                                     | Mkřadní a luční společenstva, slatiniště s výskytem vzácných druhů rostlin | Středočeský kraj     | 50°20′51″ s. š., 14°33′13″ v. d. |
| 5325 | Polické stěny                              | Polické stěny                  | 685,71       | Kategorie „Polické stěny“ na Wikimedia Commons                                        | Geomorfologicky ojedinělý útvar | Královéhradecký kraj | 50°33′52″ s. š., 16°17′29″ v. d. |
| 742  | Požáry                                     | Požáry                         | 3,50         | Kategorie „Požáry (national natural monument)“ na Wikimedia Commons                   | Geologický profil mezinárodního významu | Praha                | 50°1′43″ s. š., 14°19′29″ v. d.  |
| 3411 | Prameniště Blanice                         | Prameniště Blanice             | 220,88       | Kategorie „Prameniště Blanice“ na Wikimedia Commons                                   | Biotop a populace kriticky ohroženého druhu perlorodky říční | Jihočeský kraj       | 48°55′5″ s. š., 13°58′37″ v. d.  |
| 339  | Pravčická brána                            | Pravčická brána                | 1,11         | Kategorie „Prebischtor“ na Wikimedia Commons                                          | Unikátní skalní brána vytvořená větrnou a vodní erozí | Ústecký kraj         | 50°53′1″ s. š., 14°16′53″ v. d.  |
| 345  |                                            | Ptačí hora                     | 17,46        |                                                                                       | Smíšený porost s hojným zastoupením jesenického modřínu | Moravskoslezský kraj | 50°1′45″ s. š., 17°32′37″ v. d.  |
| 359  | Radouč                                     | Radouč                         | 1,47         | Kategorie „Radouč“ na Wikimedia Commons                                               | Lokalita teplomilných rostlin, hl. devaterky poléhavé | Středočeský kraj     | 50°26′7″ s. š., 14°53′52″ v. d.  |
| 1541 | Rašovické skály                            | Rašovické skály                | 35           | Kategorie „Rašovické skály“ na Wikimedia Commons                                      | Ochrana teplomilných společenstev na čedičovém podkladě | Ústecký kraj         | 50°21′45″ s. š., 13°12′14″ v. d. |
| 370  | Rečkov                                     | Rečkov                         | 3,45         | Kategorie „Rečkov“ na Wikimedia Commons                                               | Slatinné a bezkolencové louky a přirozené mokřadní olšiny | Středočeský kraj     | 50°29′52″ s. š., 14°54′21″ v. d. |
| 1450 | Rendezvous                                 | Rendez-vous                    | 23,7374      | Kategorie „Rendez-vous (national natural monument)“ na Wikimedia Commons              | Dubový porost v okolí zámečku Rendezvous, významná mykologická lokalita | Jihomoravský kraj    | 48°44′55″ s. š., 16°47′27″ v. d. |
| 553  | Národní přírodní památka Rovná             | Rovná                          | 2,16         | Kategorie „Rovná (national natural monument)“ na Wikimedia Commons                    | Bohatá lokalita hořce jarního | Jihočeský kraj       | 49°17′17″ s. š., 13°56′49″ v. d. |
| 375  | Ruda                                       | Ruda                           | 70,22        | Kategorie „Ruda (national natural monument)“ na Wikimedia Commons                     | Rašeliniště s hojným výskytem rosnatky okrouhlolisté | Jihočeský kraj       | 49°8′58″ s. š., 14°41′22″ v. d.  |
| 1185 | Rudické propadání                          | Rudické propadání              | 4,40         | Kategorie „Rudické propadání“ na Wikimedia Commons                                    | Systém ponorů Jedovnického potoka, lokalita teplomilné květeny | Jihomoravský kraj    | 49°20′ s. š., 16°44′2″ v. d.     |
| 948  | Rybníček u Hořan                           | Rybníček u Hořan               | 2,01         | Kategorie „Rybníček u Hořan“ na Wikimedia Commons                                     | Poslední lokalita rdestice hustolisté | Středočeský kraj     | 49°58′6″ s. š., 15°13′56″ v. d.  |
| 381  | Řežabinec                                  | Řežabinec                      | 110,67       | Kategorie „Řežabinec“ na Wikimedia Commons                                            | Rybník s bohatou vegetací a avifaunou a opuštěné zatopené pískovny | Jihočeský kraj       | 49°15′11″ s. š., 14°5′31″ v. d.  |
| 681  | Semínský přesyp                            | Semínský přesyp                | 0,55         | Kategorie „Semínský přesyp“ na Wikimedia Commons                                      | Písečná duna, jediná lokalita kozince písečného v Česku | Pardubický kraj      | 50°3′27″ s. š., 15°31′21″ v. d.  |
| 3375 | Skalická Morávka                           | Skalická Morávka               | 101,98       | Kategorie „Skalická Morávka“ na Wikimedia Commons                                     | Přirozený divočící tok řeky Morávky se společenstvy mnohých ohrožených druhů | Moravskoslezský kraj | 49°38′29″ s. š., 18°26′10″ v. d. |
| 676  | Skalky skřítků                             | Skalky skřítků                 | 8,50         | Kategorie „Skalky skřítků“ na Wikimedia Commons                                       | Pseudokrasové dutiny vytvořené ve vulkanických brekciích | Karlovarský kraj     | 50°14′28″ s. š., 12°59′51″ v. d. |
| 567  | Slatinná louka u Velenky                   | Slatinná louka u Velenky       | 1,04         | Kategorie „Slatinná louka u Velenky (national natural monument)“ na Wikimedia Commons | Zbytek polabských luk s bohatou květenou | Středočeský kraj     | 50°9′6″ s. š., 14°54′9″ v. d.    |
| 6273 |                                            | Soutok                         | 3 186,29     |                                                                                       | Ekosystémy lužních lesů, dubohabřin, travních porostů, vodní a mokřadní ekosystémy vodních toků a stojatých vod                                                                   | Jihomoravský kraj    |                                  |
| 700  | Stránská skála                             | Stránská skála                 | 16,61        | Kategorie „Stránská skála“ na Wikimedia Commons                                       | Paleontologická lokalita | Jihomoravský kraj    | 49°11′26″ s. š., 16°40′33″ v. d. |
| 417  | Strážník                                   | Strážník                       | 1,50         | Kategorie „Strážník“ na Wikimedia Commons                                             | Výskyt unikátní krystalografické formy křemene, tzv. hvězdovce | Liberecký kraj       | 50°36′19″ s. š., 15°26′38″ v. d. |
| 1288 | Stročov                                    | Stročov                        | 1,92         | Kategorie „Stročov“ na Wikimedia Commons                                              | Vlhká louka s bohatou květenou, zejména však prstnatcem májovým | Jihočeský kraj       | 49°31′24″ s. š., 14°34′13″ v. d. |
| 427  | Suché skály                                | Suché skály                    | 23,00        | Kategorie „Suché skály“ na Wikimedia Commons                                          | Rozeklaný velmi úzký hřeben budovaný cenomanskými pískovci | Liberecký kraj       | 50°38′7″ s. š., 15°12′49″ v. d.  |
| 138  | Svatošské skály                            | Svatošské skály                | 2,01         | Kategorie „Svatošské skály“ na Wikimedia Commons                                      | Geomorfologicky ojedinělé žulové skalní útvary | Karlovarský kraj     | 50°11′36″ s. š., 12°49′16″ v. d. |
| 556  | Swamp                                      | Swamp                          | 47,23        | Kategorie „NPP Swamp“ na Wikimedia Commons                                            | Slatinné a přechodové rašeliniště s četnými vodními plochami | Liberecký kraj       | 50°34′48″ s. š., 14°40′6″ v. d.  |
| 435  | Šipka (národní přírodní památka)           | Šipka                          | 24,61        | Kategorie „Šipka Cave“ na Wikimedia Commons                                           | Ochrana nejstarší dosud objevené stanice člověka na našem území a zároveň naleziště vzácné reliktní květeny.                                                                      | Moravskoslezský kraj | 49°35′12″ s. š., 18°7′4″ v. d.   |
| 943  | Švarec                                     | Švařec                         | 4,50         | Kategorie „Švařec (national natural monument)“ na Wikimedia Commons                   | Lokalita vstavačovitých | Kraj Vysočina        | 49°31′28″ s. š., 16°21′7″ v. d.  |
| 444  | Vodopád v Terčině údolí                    | Terčino údolí                  | 138,29       | Kategorie „Terčino údolí“ na Wikimedia Commons                                        | Parkově upravená krajina z 18. stol | Jihočeský kraj       | 48°47′4″ s. š., 14°45′42″ v. d.  |
| 452  | Třesín                                     | Třesín                         | 1,18         | Kategorie „Třesín“ na Wikimedia Commons                                               | Zpřístupněné krápníkové jeskyně s nálezy z období paleolitu | Olomoucký kraj       | 49°42′26″ s. š., 17°0′59″ v. d.  |
| 1575 | U Hajnice                                  | U Hajnice                      | 0,46         | Kategorie „U Hajnice“ na Wikimedia Commons                                            | Bezlesá enkláva, lokalita měkčilky jednolisté | Jihočeský kraj       | 49°4′23″ s. š., 13°53′55″ v. d.  |
| 745  | U Nového mlýna                             | U Nového mlýna                 | 12,70        | Kategorie „U Nového mlýna“ na Wikimedia Commons                                       | Významné geologické profily a naleziště zkamenělin | Praha                | 50°2′2″ s. š., 14°21′14″ v. d.   |
| 1261 | Upolínová louka pod Křížky                 | Upolínová louka pod Křížky     | 17,77        | Kategorie „Upolínová louka pod Křížky“ na Wikimedia Commons                           | Mokřadní louka s bohatou květenou | Karlovarský kraj     | 50°3′56″ s. š., 12°44′39″ v. d.  |
| 1056 | V jezírkách                                | V jezírkách                    | 2,89         | Kategorie „V jezírkách“ na Wikimedia Commons                                          | Nejbohatší polabská lokalita vstavače bahenního | Středočeský kraj     | 50°4′59″ s. š., 15°6′46″ v. d.   |
| 1494 | Váté písky                                 | Váté písky u Bzence            | 99,80        | Kategorie „Váté písky“ na Wikimedia Commons                                           | Cenná rostlinná i živočišná společenstva písečných dun | Jihomoravský kraj    | 48°55′40″ s. š., 17°16′19″ v. d. |
| 502  | Velký Roudný                               | Velký Roudný                   | 81,00        | Kategorie „Velký Roudný“ na Wikimedia Commons                                         | Tvarově dokonale vyvinutý stratovulkán | Moravskoslezský kraj | 49°53′24″ s. š., 17°31′24″ v. d. |
| 1183 | Velký vrch                                 | Velký vrch                     | 23,28        | Kategorie „Velký vrch (national natural monument)“ na Wikimedia Commons               | Nízký kopec s teplomilnou flórou | Ústecký kraj         | 50°22′44″ s. š., 13°50′28″ v. d. |
| 545  | Venušiny misky                             | Venušiny misky                 | 3,90         | Kategorie „Smolný vrch“ na Wikimedia Commons                                          | Typicky vyvinuté skalní mísy a křesla v žulovém plutonu | Olomoucký kraj       | 50°20′6″ s. š., 17°8′50″ v. d.   |
| 505  | Větrníky                                   | Větrníky                       | 40,05        | Kategorie „Větrníky“ na Wikimedia Commons                                             | Rozlehlé stepní území s vynikajícími společenstvy | Jihomoravský kraj    | 49°11′48″ s. š., 16°58′50″ v. d. |
| 1371 |                                            | Vizír                          | 10,22        | Kategorie „Vizír“ na Wikimedia Commons                                                | Lesní rybník, hnízdiště vodních ptáků a čápa černého | Jihočeský kraj       | 48°57′48″ s. š., 14°53′12″ v. d. |
| 1162 | Vosek                                      | Vosek                          | 74,00        | Kategorie „Vosek“ na Wikimedia Commons                                                | Naleziště křemenných konkrecí se zkamenělinami (český ordovik) | Plzeňský kraj        | 49°45′36″ s. š., 13°35′30″ v. d. |
| 518  | Vrkoč                                      | Vrkoč                          | 1,42         | Kategorie „Vrkoč“ na Wikimedia Commons                                                | Ukázka sloupcovitého vějířovitého rozpadu čediče | Ústecký kraj         | 50°37′48″ s. š., 14°2′37″ v. d.  |
| 2231 | Zbrašovské aragonitové jeskyně             | Zbrašovské aragonitové jeskyně | 7,74         | Kategorie „Zbrašovské aragonitové jeskyně“ na Wikimedia Commons                       | Krasové území s komplexem Zbrašovských aragonitových jeskyní s krasovými jevy | Olomoucký kraj       | 49°31′54″ s. š., 17°44′45″ v. d. |
| 549  | Zlatý kůň                                  | Zlatý kůň                      | 37,00        | Kategorie „Zlatý kůň“ na Wikimedia Commons                                            | Soustava krápníkových jeskyň s fosiliemi a zbytkem penězokazecké dílny | Středočeský kraj     | 49°54′57″ s. š., 14°4′9″ v. d.   |
| 533  | Zlatý vrch                                 | Zlatý vrch                     | 3,60         | Kategorie „Zlatý vrch (657 m)“ na Wikimedia Commons                                   | Ukázka sloupcovitého rozpadu čediče | Ústecký kraj         | 50°49′19″ s. š., 14°27′54″ v. d. |
| 540  | Žehuňský rybník (národní přírodní památka) | Žehuňský rybník                | 511,00       | Kategorie „Žehuňský rybník“ na Wikimedia Commons                                      | Příbřežní rákosiny, navazující louky a vápnitá slatiniště s výskytem vázcných druhů rostlin a živočichů                                                                           | Středočeský kraj     | 50°8′51″ s. š., 15°18′48″ v. d.  |
| 543  | Železná hůrka                              | Železná hůrka                  | 3,50         | Kategorie „Železná hůrka“ na Wikimedia Commons                                        | Zbytek třetihorní sopky | Karlovarský kraj     | 49°59′32″ s. š., 12°26′36″ v. d. |

## Zrušené národní přírodní památky
| Kód  | Obrázek         | Název           | Rozloha (ha) | Galerie Commons                                                          | Popis území                                                             | Kraj             | Souřadnice                      |
| ---- | --------------- | --------------- | ------------ | ------------------------------------------------------------------------ | ----------------------------------------------------------------------- | ---------------- | ------------------------------- |
| 2317 | Letiště Letňany | Letiště Letňany | 75,17        | Kategorie „Letňany Airport“ na Wikimedia Commons                         | Biotop a populace kriticky ohroženého sysla obecného                    | Praha            | 50°7′53″ s. š., 14°31′31″ v. d. |
| 1167 | NPP Lužní potok | Lužní potok     | 123,00       | Kategorie „Lužní potok (national natural monument)“ na Wikimedia Commons | Lužní potok a jeho široké okolí, velmi bohatá lokalita perlorodky říční | Karlovarský kraj | 50°16′50″ s. š., 12°8′21″ v. d. |
| 685  | Růžičkův lom    | Růžičkův lom    | 1,32         | Kategorie „Růžičkův lom“ na Wikimedia Commons                            | Významná paleontologická lokalita                                       | Olomoucký kraj   | 49°31′41″ s. š., 17°5′7″ v. d.  |
| 684  | Státní lom      | Státní lom      | 0,57         | Kategorie „Státní lom“ na Wikimedia Commons                              | Naleziště devonských fosilií                                            | Olomoucký kraj   | 49°31′53″ s. š., 17°5′8″ v. d.  |